# Benedict Anderson
Benedict Richard O'Gorman Anderson (Kunming, 26 de agosto de 1936-Batu, Java Oriental, 13 de diciembre de 2015) fue un estudioso del nacionalismo y de las relaciones internacionales, y uno de los más reconocidos especialistas sobre la Indonesia del siglo XX.

## Biografía
Anderson nació en 1936 en Kunming, China, de padre anglo-irlandés y madre inglesa. Era hermano del historiador Perry Anderson. Se crio principalmente en California, y estudió en Cambridge. Su tesis de graduación en política por la  Universidad de Cornell (conocida como Cornell Paper) detallaba la situación política en Indonesia, lo que le conllevó la enemistad de las autoridades de ese país.
Fue principalmente conocido por su obra Comunidades Imaginadas, en la que describe sistemáticamente, utilizando la metodología del materialismo histórico, los principales factores que contribuyen al surgimiento del nacionalismo durante los últimos tres siglos. Anderson definía la nación como una comunidad política imaginada [que es] imaginada tanto limitada inherentemente como soberana.
Anderson era profesor emérito de estudios internacionales en la Universidad de  Cornell, y dirigía su programa sobre Indonesia.

## Comunidades imaginadas
En esta obra argumenta que la causas principales del nacionalismo y la creación de comunidades imaginadas son la reducción del acceso privilegiado a particulares lenguas muertas (como el latín), el movimiento para abolir las ideas del derecho divino de los reyes y la monarquía absoluta, así como el surgimiento de la imprenta bajo un sistema de capitalismo (o, en palabras de Anderson capitalismo de imprenta -print-capitalism).
La teoría de Anderson se sitúa entre las conocidas como de punto de vista modernista sobre el nacionalismo. Como éstas, Anderson sitúa las raíces de la noción de nación a finales del siglo XVIII. Mientras que Ernest Gellner considera la expansión del nacionalismo en conexión con la industrialización de Europa Occidental (lo que no explica suficientemente el nacionalismo en las regiones no industrializadas de Europa Oriental) y Elie Kedourie conecta el nacionalismo con las ideas de la Ilustración, la Revolución francesa y el nacimiento del estado centralizado francés, Anderson les opone que el estado-nación europeo aparece como la respuesta al nacionalismo en la diáspora europea ultramarina, en las colonias, principalmente en América (tanto la del norte como la del sur). Considera la construcción nacional como una acción en cierta forma imitativa, en la que nuevas entidades políticas piratean de alguna forma el modelo de nación-estado de acuerdo a sus modelos (para muchas los Estados Unidos pero también Sudamérica). El mayor número de entidades políticas que surgen en Occidente entre 1778 y 1838, todas ellas autoconscientemente definidas como naciones, fueron históricamente los primeros tales estados en emerger y por tanto proporcionan inevitablemente el primer modelo real de aquello a lo que tales estados deberían parecerse. Si para la teorización más elitista de Kedourie fueron la Ilustración y Kant quienes produjeron la nación, Anderson sostiene que el nacionalismo, como instrumento de construcción nacional, fue una invención americana.

## Nacionalismo e imprenta
De particular importancia en la teoría de Anderson es su insistencia en el papel de la literatura impresa y su difusión. El surgimiento del nacionalismo está para él estrechamente conectado al aumento del número de libros impresos y al desarrollo técnico de la imprenta en su conjunto.
Según Anderson, una nueva nación emergente se imagina antigua a sí misma. En esto adopta de alguna forma el punto de vista de Anthony D. Smith, quien considera la mitología de la construcción nacional y los mitos de origen nacionales en términos bastante funcionalistas: son más bien narrativas inventadas que historias reales. Anderson supone que la antigüedad fue en ciertas coyunturas históricas la consecuencia necesaria de la novedad. Aunque después de 1820 las características fantásticas atávicas de la mayor parte de los nacionalismos parecen un epifenómeno: lo realmente importante es el alineamiento estructural de la memoria nacionalista posterior a 1820, con las premisas internas y convenciones de las modernas biografías y autobiografías.

## Imperios multi-étnicos
Anderson, más que otros teóricos, enfoca su atención al nacionalismo oficial de los imperios multiétnicos. Introduce un importante concepto: la naturalización de las dinastías europeas que ostentaban el poder sobre enormes dominios políglotas. Algunas de ellas, como la Romanov, se transformaron con éxito en la cabeza de imperios nacionales. Según Anderson, a lo largo del siglo XIX, la revolución filológico-lexicográfica y el auge de los movimientos nacionalistas - ellos mismos producto no sólo del capitalismo, sino de la hipertrofia de los estados dinásticos - crearon crecientes dificultades culturales y a la postre políticas, para muchas dinastías. Hasta aquella época, antes del estallido nacionalista, la legitimidad de esas dinastías no tenía nada que ver con la nacionalidad, a pesar de que intentaban asentarse en ciertas bases vernáculas impresas, a efectos exclusivamente administrativos. Simultáneamente al auge del nacionalismo en Europa, hubo tendencias entre las monarquías balcánicas, las de Europa Central y Oriental para reidentificarse y relegitimizarse sobre bases nacionalistas. Este deseo de reidentificación causó crisis bien conocidas de legitimidad a los imperios multiétnicos. Las dinastías y monarquías, reidentificándose como miembros de un particular grupo etno-lingüístico, perdieron su legitimidad universalista y se convirtieron simplemente en los miembros más privilegiados de una familia extensa (el grupo nacional).
La visión materialista histórica de Anderson puede ser contrastada con la metodología individualista o weberiana de Liah Greenfeld en Nationalism: Five Roads to Modernity (Nacionalismo: Cinco rutas a la modernidad)

## Indonesia
La presencia de Anderson fue prohibida en Indonesia durante la era de Suharto a causa de su exposición de materiales relevantes en el derrocamiento de Sukarno.

## Obras
- Java in a Time of Revolution: Occupation and Resistance, 1944-1946. Ithaca, N.Y.: Cornell University Press. 1972. ISBN 0-8014-0687-0.
- Imagined Communities: Reflections on the Origin and Spread of Nationalism (rev. ed. edición). Londres: Verso. 1991 [1983]. ISBN 0-86091-329-5.
- (1985) In the Mirror: Literature and Politics in Siam in the American Era. Bangkok: Editions Duang Kamol.
- Language and Power: Exploring Political Cultures in Indonesia. Ithaca, N.Y.: Cornell University Press. 1990. ISBN 0-8014-2354-6.
- The Spectre of Comparisons: Nationalism, Southeast Asia, and the World. Londres: Verso. 1998. ISBN 1-85984-813-3.
- Under Three Flags: Anarchism and the Anti-colonial Imagination. Londres: Verso. 2005. ISBN 1-84467-037-6.